# Neftçi Peşəkar Futbol Klubu
Il Neftçi Peşəkar Futbol Klubu, meglio noto come Neftçi Baku, è una società calcistica azera con sede nella capitale, Baku.
È uno dei migliori club della prima divisione del campionato azero, la Premyer Liqası, nella quale si è imposto per 9 volte. Inoltre ha conquistato 6 coppe e 2 supercoppe nazionali e, in ambito internazionale, la Coppa dei Campioni della CSI nel 2005.

## Storia

### Il periodo sovietico
Nel marzo 1937 fu fondato il Neftyanik Baku. La squadra mantenne questo nome per trent'anni, fino a quando assunse, nel 1968, l'attuale denominazione.
Militò nella prima divisione sovietica in tre periodi distinti: nel 1949-1950, dal 1960 al 1970 e dal 1977 al 1988, per un totale di 23 stagioni. Il giocatore più rappresentativo a cavallo degli anni cinquanta e sessanta fu Alekper Mamedov, che giocò anche per la Dinamo Mosca.
Il miglior risultato fu il terzo posto raggiunto nel 1966, che costituì anche il miglior risultato raggiunto da una squadra azera nell'era sovietica. Nel 2006 giornalisti e tifosi azeri hanno commemorato questo successo.

### La nascita del campionato azero
Nel 1992 l'Azerbaigian divenne uno stato indipendente, e subito la locale federazione calcistica organizzò il campionato nazionale. Il Neftçi conquistò la prima edizione vincendo anche la Supercoppa e nel 1994-1995 la prima Coppa d'Azerbaijan della sua storia. Nel 1995-1996 e 1996-1997 conquistò ancora il titolo nazionale. Poi cominciò un digiuno interrotto nel 2003-2004, quando i bianco-neri conquistarono il primo di due titoli consecutivi.
Nel gennaio 2008 l'allenatore ceco Vlastimil Petržela fu sostituito dal trainer ucraino Anatoliy Demyanenko. Nella stagione 2007-2008 il Neftçi si è classificato terzo. Tre anni più tardi, nel 2010-2011, il club è tornato a vincere il titolo nazionale, il settimo della sua storia, impresa ripetuta nella stagione 2011-2012.

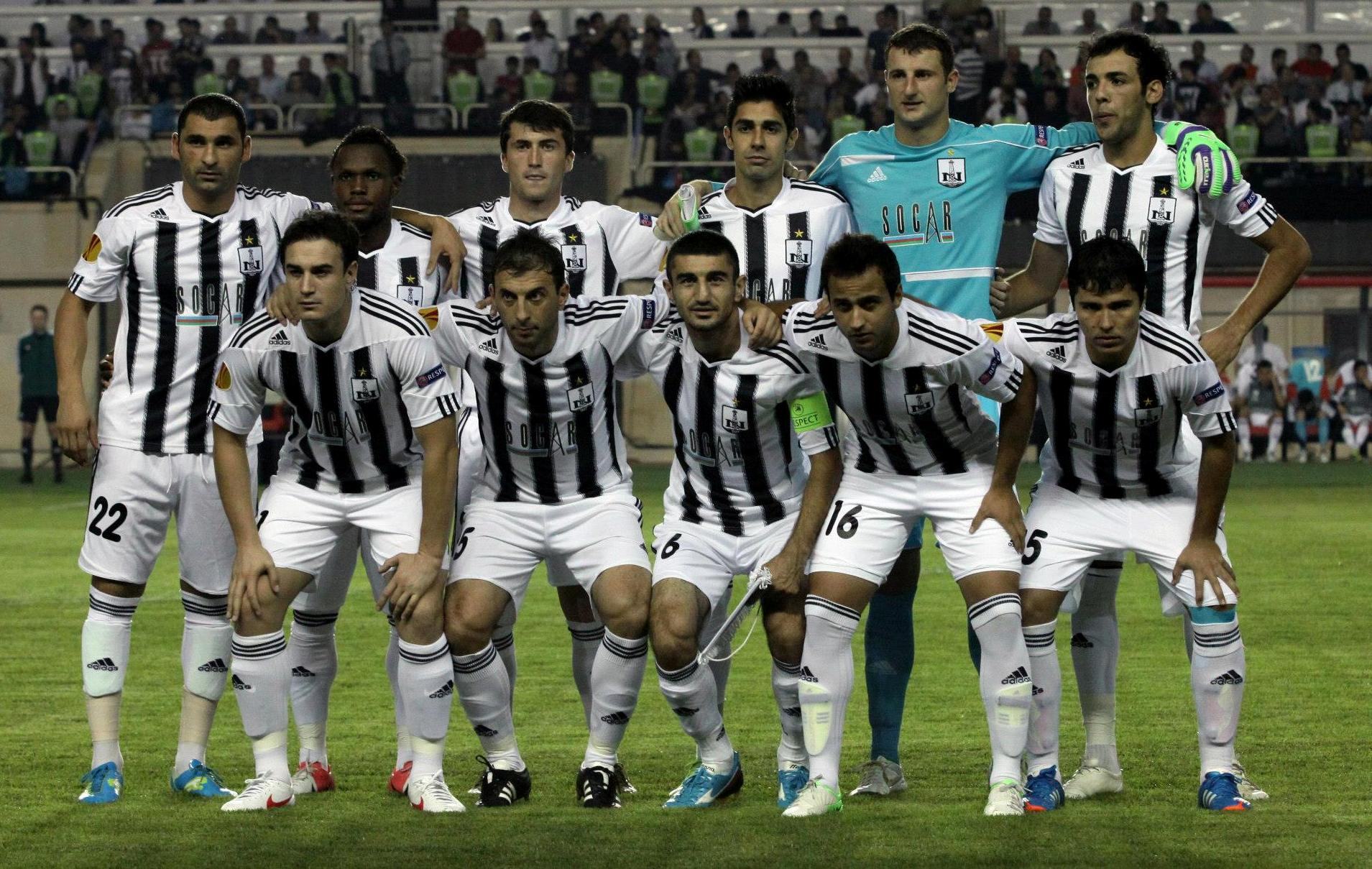
L'undici del Neftçi Baku sceso in campo nel 2012 per la sfida di Europa League contro l'Inter.

Nelle competizioni UEFA, il Neftçi ha raggiunto due volte il secondo turno preliminare di Champions League, superando i campioni bosniaci del Široki Brijeg e quelli islandesi del Hafnarfjörður nel 2004-2005 e nel 2005-2006 rispettivamente. Nel 2008, in Coppa Intertoto, ha eliminato gli slovacchi del Nitra al primo turno e i belgi del Germinal Beerschot al secondo, per poi essere eliminato dai rumeni del Vaslui al terzo turno.
Nel 2012-2013 è riuscito a qualificarsi per la fase a gironi di Europa League, prima volta nella storia del calcio azero, eliminando i ciprioti dell'APOEL ai play-off, venendo successivamente inserito nel gruppo H, con Inter, Rubin Kazan e Partizan Belgrado. Il Neftçi otterrà 3 punti, grazie ai tre pareggi ottenuti con il Partizan Belgrado (0-0 in casa e 1-1 in Serbia) e con l'Inter (2-2 a San Siro), ma perdendo le altre gare e qualificandosi così al terzo posto.
Il 14 maggio 2013 arriva la conferma matematica che il club ha vinto (per il terzo anno di fila) il campionato, ed è la prima squadra azera a vincere più di due scudetti consecutivi. Pochi giorni più tardi, il 28 maggio, arriva anche la conquista della coppa nazionale, in un match vinto ai tiri di rigore contro
il Khazar Lenkoran.
Prende parte alle qualificazioni per la fase a gironi di UEFA Europa League 2018-2019, ma qui subisce un'incredibile rimonta contro l’Újpest: il club dell’Azerbaigian vince 3-1 l’andata in casa, ma al ritorno le cose vanno storte e subiscono un pesante 4-0, venendo così eliminati al primo turno. Nella stagione 2020-2021 torna a vincere il campionato, interrompendo dopo 8 stagioni il dominio dei rivali del Qarabağ, sconfiggendo proprio i rivali all'ultimo minuto dell'ultima giornata di campionato grazie a una rete di Ahmed Ahmedov.

## Palmarès

### Competizioni nazionali
- Campionato azero: 9

1992, 1995-1996, 1996-1997, 2003-2004, 2004-2005, 2010-2011, 2011-2012, 2012-2013, 2020-2021
- Azərbaycan Kuboku: 7

1994-1995, 1995-1996, 1998-1999, 2001-2002, 2003-2004, 2012-2013, 2013-2014
- Azərbaycan Superkuboku: 2  (record)

1992, 1994

### Competizioni internazionali
- Coppa dei Campioni della CSI: 1

2006

### Altri piazzamenti
- Campionato sovietico:

Terzo posto: 1966
- Pervaja Liga:

Secondo posto: 1976
- Coppa delle Federazioni sovietiche:

Finalista: 1988
- Campionato azero:

Secondo posto: 2000-2001, 2001-2002, 2004-2005, 2006-2007, 2018-2019, 2019-2020
Terzo posto: 1994-1995, 1999-2000, 1998-1999, 2005-2006, 2007-2008, 2017-2018, 2021-2022, 2022-2023
- Coppa d'Azerbaigian:

Finalista: 2011-2012, 2014-2015, 2015-2016, 2022-2023
Semifinalista: 2021-2022, 2023-2024, 2024-2025
- Supercoppa d'Azerbaigian:

Finalista: 2013
- Coppa Intertoto UEFA:

Finalista: 2008
- Coppa dei Campioni della CSI:

Finalista: 2005

## Organico

### Rosa 2022-2023
Aggiornata al 29 gennaio 2023.
| N. |                        | Ruolo | Calciatore         |
| -- | ---------------------- | ----- | ------------------ |
| 1  | Croazia (bandiera)     | P     | Ivan Brkić         |
| 3  | Senegal (bandiera)     | D     | Mamadou Mbodj      |
| 4  | Portogallo (bandiera)  | D     | Hugo Basto         |
| 5  | Germania (bandiera)    | D     | Robert Bauer       |
| 6  | Serbia (bandiera)      | D     | Vojislav Stanković |
| 7  | Russia (bandiera)      | C     | Azer Aliev         |
| 8  | Azerbaigian (bandiera) | C     | Emin Mahmudov      |
| 9  | Brasile (bandiera)     | A     | Tiago Bezerra      |
| 10 | Paraguay (bandiera)    | C     | César Meza Colli   |
| 12 | Azerbaigian (bandiera) | P     | Kamran İbrahimov   |
| 14 | Azerbaigian (bandiera) | C     | Eddy Pascual       |
| 19 | Azerbaigian (bandiera) | D     | Azər Salahlı       |
| 20 | Azerbaigian (bandiera) | D     | Mert Çelik         |

| N. |                        | Ruolo | Calciatore         |
| -- | ---------------------- | ----- | ------------------ |
| 21 | Azerbaigian (bandiera) | D     | İsmayıl Zülfüqarlı |
| 22 | Azerbaigian (bandiera) | A     | Mirabdulla Abbasov |
| 23 | Ungheria (bandiera)    | D     | Márk Tamás         |
| 26 | Azerbaigian (bandiera) | D     | Ömər Buludov       |
| 27 | Azerbaigian (bandiera) | C     | Fərid Yusifli      |
| 30 | Azerbaigian (bandiera) | P     | Aqil Məmmədov      |
| 37 | Azerbaigian (bandiera) | C     | Vüsal Əsgərov      |
| 56 | Azerbaigian (bandiera) | D     | Elton Əlibəyli     |
| 73 | Azerbaigian (bandiera) | C     | Rəmin Nəsirli      |
| 77 | Brasile (bandiera)     | A     | Guilherme Pato     |
| 91 | Brasile (bandiera)     | A     | Ramon              |
| 93 | Azerbaigian (bandiera) | P     | Rza Cəfərov        |
| 97 | Azerbaigian (bandiera) | C     | Xəyal Nəcəfov      |

### Rosa 2021-2022
Aggiornata al 30 maggio 2022.
| N. |                        | Ruolo | Calciatore         |
| -- | ---------------------- | ----- | ------------------ |
| 1  | Croazia (bandiera)     | P     | Ivan Brkić         |
| 3  | Senegal (bandiera)     | D     | Mamadou Mbodj      |
| 4  | Portogallo (bandiera)  | D     | Hugo Basto         |
| 6  | Serbia (bandiera)      | D     | Vojislav Stanković |
| 7  | Russia (bandiera)      | C     | Azer Aliev         |
| 8  | Azerbaigian (bandiera) | C     | Emin Mahmudov      |
| 9  | Brasile (bandiera)     | A     | Tiago Bezerra      |
| 10 | Paraguay (bandiera)    | C     | César Meza Colli   |
| 12 | Azerbaigian (bandiera) | P     | Kamran İbrahimov   |
| 14 | Azerbaigian (bandiera) | C     | Eddy Pascual       |
| 19 | Azerbaigian (bandiera) | D     | Azər Salahlı       |
| 20 | Azerbaigian (bandiera) | D     | Mert Çelik         |

| N. |                        | Ruolo | Calciatore         |
| -- | ---------------------- | ----- | ------------------ |
| 21 | Azerbaigian (bandiera) | D     | İsmayıl Zülfüqarlı |
| 22 | Azerbaigian (bandiera) | A     | Mirabdulla Abbasov |
| 24 | Nigeria (bandiera)     | A     | Yusuf Lawal        |
| 26 | Azerbaigian (bandiera) | D     | Ömər Buludov       |
| 27 | Azerbaigian (bandiera) | C     | Fərid Yusifli      |
| 30 | Azerbaigian (bandiera) | P     | Aqil Məmmədov      |
| 37 | Azerbaigian (bandiera) | C     | Vüsal Əsgərov      |
| 56 | Azerbaigian (bandiera) | D     | Elton Əlibəyli     |
| 73 | Azerbaigian (bandiera) | C     | Rəmin Nəsirli      |
| 77 | Brasile (bandiera)     | A     | Guilherme Pato     |
| 91 | Brasile (bandiera)     | A     | Ramon              |
| 97 | Azerbaigian (bandiera) | C     | Xəyal Nəcəfov      |

### Rosa 2020-2021
| N. |                           | Ruolo | Calciatore               |
| -- | ------------------------- | ----- | ------------------------ |
| 1  | Azerbaigian (bandiera)    | P     | Səlahət Ağayev           |
| 2  | Azerbaigian (bandiera)    | D     | Cabir Əmirli             |
| 3  | Senegal (bandiera)        | D     | Mamadou Mbodj            |
| 4  | Giappone (bandiera)       | C     | Keisuke Honda            |
| 5  | Azerbaigian (bandiera)    | D     | Anton Kryvocjuk          |
| 6  | Serbia (bandiera)         | D     | Vojislav Stanković       |
| 7  | Azerbaigian (bandiera)    | C     | Namiq Ələsgərov          |
| 8  | Azerbaigian (bandiera)    | C     | Emin Mahmudov (capitano) |
| 10 | Iran (bandiera)           | C     | Saman Nariman Jahan      |
| 12 | Azerbaigian (bandiera)    | P     | Kamran Ibrahimov         |
| 13 | Rep. del Congo (bandiera) | A     | Prince Ibara             |
| 17 | Albania (bandiera)        | C     | Bruno Telushi            |
| 19 | Azerbaigian (bandiera)    | C     | Fəhmin Muradbəyli        |

| N. |                        | Ruolo | Calciatore            |
| -- | ---------------------- | ----- | --------------------- |
| 20 | Azerbaigian (bandiera) | D     | Mert Çelik            |
| 22 | Azerbaigian (bandiera) | A     | Mirabdulla Abbasov    |
| 24 | Nigeria (bandiera)     | C     | Yusuf Lawal           |
| 26 | Azerbaigian (bandiera) | D     | Ömər Buludov          |
| 27 | Azerbaigian (bandiera) | C     | Fərid Yusifli         |
| 28 | Francia (bandiera)     | A     | Steven Joseph-Monrose |
| 29 | Marocco (bandiera)     | C     | Sabir Bougrine        |
| 30 | Azerbaigian (bandiera) | P     | Aqil Məmmədov         |
| 36 | Guinea (bandiera)      | C     | Mamadou Kane          |
| 49 | Brasile (bandiera)     | D     | Rener Pavão           |
| 55 | Azerbaigian (bandiera) | A     | İbrahim Əliyev        |
| 80 | Azerbaigian (bandiera) | C     | İsmayıl Zülfüqarlı    |
| 91 | Brasile (bandiera)     | D     | Thallyson             |

### Rosa 2019-2020
| N. |                        | Ruolo | Calciatore               |
| -- | ---------------------- | ----- | ------------------------ |
| 1  | Azerbaigian (bandiera) | P     | Səlahət Ağayev           |
| 3  | Senegal (bandiera)     | D     | Mamadou Mbodj            |
| 5  | Azerbaigian (bandiera) | D     | Anton Kryvocjuk          |
| 6  | Serbia (bandiera)      | D     | Vojislav Stanković       |
| 7  | Azerbaigian (bandiera) | C     | Namiq Ələsgərov          |
| 8  | Azerbaigian (bandiera) | C     | Emin Mahmudov (capitano) |
| 9  | Francia (bandiera)     | A     | Bagaliy Dabo             |
| 10 | Brasile (bandiera)     | C     | Dário                    |
| 11 | Grecia (bandiera)      | C     | Vangelīs Platellas       |
| 12 | Azerbaigian (bandiera) | P     | Kamran Ibrahimov         |
| 17 | Azerbaigian (bandiera) | C     | Rəhman Hacıyev           |
| 18 | Azerbaigian (bandiera) | D     | Tural Axundov            |

| N. |                        | Ruolo | Calciatore            |
| -- | ---------------------- | ----- | --------------------- |
| 22 | Azerbaigian (bandiera) | A     | Mirabdulla Abbasov    |
| 26 | Azerbaigian (bandiera) | D     | Ömər Buludov          |
| 28 | Francia (bandiera)     | A     | Steven Joseph-Monrose |
| 30 | Azerbaigian (bandiera) | P     | Aqil Məmmədov         |
| 33 | Azerbaigian (bandiera) | C     | Turan Valizade        |
| 36 | Guinea (bandiera)      | C     | Mamadou Kane          |
| 55 | Azerbaigian (bandiera) | A     | Ibrahim Aliyev        |
| 77 | Haiti (bandiera)       | C     | Donald Guerrier       |
| 80 | Azerbaigian (bandiera) | C     | Ismayil Zulfugarli    |
| 88 | Iran (bandiera)        | C     | Saman Nariman Jahan   |
| 93 | Haiti (bandiera)       | C     | Sony Mustivar         |

## Rose delle stagioni precedenti
- 2020-2021
- 2019-2020
- 2018-2019
- 2017-2018
- 2012-2013
- 2009-2010
- 2008-2009